# أليس (مساعد افتراضي)
أليس (بالإنجليزية: Alisa) (الروسية: Алиса) هي مساعد شخصي ذكي روسي لأنظمة تشغيل أندرويد وآي أو إس ومايكروسوفت ويندوز وأجهزة ياندكس الخاصة التي طورتها ياندكس. تم تقديم أليس رسميًا في 10 أكتوبر 2017، بصرف النظر عن المهام الشائعة، مثل البحث على الإنترنت أو توقعات الطقس، يمكنها أيضًا تشغيل التطبيقات والدردشة.

## التاريخ
بدأ تطوير أليس في نهاية عام 2016، عندما كان سوق تكنولوجيا المعلومات يتجه نحو تطوير المساعدين الافتراضيين: كان لدى السوق بالفعل سيري من آبل ومساعد جوجل وأمازون أليكسا وكورتانا من مايكروسوفت.
تم الإعلان عن الإطلاق الرسمي لـ أليس في 10 أكتوبر 2017: ظهر المساعد في تطبيق بحث ياندكس لنظامي أندرويد وآي أو إس ونسخة تجريبية من المساعد الصوتي لنظام مايكروسوفت ويندوز.
وفقًا لإحصائيات ياندكس المنشورة في مايو 2018، تم تثبيت أليس في 53٪ من الهواتف الذكية في روسيا وهي متوفرة في ياندكس نافيجيتور [الإنجليزية] بأكثر من 20 مليون سيارة.

## الاسم والشخصية
كانت الميزة الخاصة لأليس هي الشخصية التي طورها فريق ياندكس جنبًا إلى جنب مع الصحفي والرئيس السابق لمجموعة التسويق بالشركة فلاديمير جوزيف.
كان صوت «أليس» هو دبلجة الممثلة تاتيانا شيتوفا، التي أعربت عن معظم شخصيات سكارليت جوهانسون وصوت OS1 التي أطلقت على نفسها اسم «سامانثا»، في الدبلجة الروسية لفيلم سبايك جونز «هي».
مرت عملية اختيار اسم المساعد الصوتي بعدة مراحل.
أولاً، تم وضع قائمة بالمتطلبات: يجب ألا يحتوي الاسم على الحرف "er" الذي لا ينطقه الأطفال الصغار، ويجب ألا يكون الاسم جزءًا من العبارات الشائعة. لتقليل عدد الإيجابيات الخاطئة، لا ينبغي أن يكون الاسم من أكثر الأسماء شيوعًا.
قام موظفو ياندكس بتجميع قائمة بالأسماء التي اعتقدوا أنها مناسبة للمساعد الصوتي في الشخصية.
بناءً على هذه القائمة، تم إجراء استطلاع لمستخدمي، ياندكس تولوكا [الإنجليزية] حيث طُلب من المشاركين تحديد سمات شخصية الفتاة بالاسم.
في الاستطلاع النهائي بهامش كبير فاز اسم أليس. في اختبار الاسم، الذي استمر خمسة أشهر، شارك عدة عشرات الآلاف من الأشخاص.

## التقنيات
تم تضمين «أليس» في العديد من تطبيقات ياندكس: تطبيق البحث، ياندكس نافيجيتور [الإنجليزية]، وفي إصدارات الأجهزة المحمولة وسطح المكتب من متصفح ياندكس.
من الممكن التواصل مع المساعد عن طريق الصوت وإدخال الطلبات من لوحة المفاتيح.
تجيب أليس إما مباشرة في واجهة الحوار، أو تعرض نتائج البحث لاستعلام أو التطبيق المطلوب.
بالإضافة إلى الإجابة على الأسئلة، يمكن لـ أليس حل المهام التطبيقية: تشغيل الموسيقى أو ضبط المنبه أو الاتصال بسيارة أجرة.

## بلغات أخرى
اعتبارًا من مارس 2019، أصبحت أليس متاحة بـ اللغة التركية في تطبيق ياندكس نافيجيتور [الإنجليزية] تحت اسم أليس مع التأكيد على المقطع الأخير. تم التعبير عن أليسا من قبل الدبلجة التركية سلاي تاسدوغن.